# واتسلاو سوم بوهم
واتسلاو سوم بوهم (چکی: Václav، مجاری: Vencel؛ زادهٔ ۶ اکتبر ۱۲۸۹- مرگ ۴ اوت ۱۳۰۶) پادشاه مجارستان، بوهم و لهستان بود.
پدر او واتسلاو دوم پادشاه بوهم و لهستان بود و مادرش دختر رودلف یکم پادشاه آلمان. او واپسین فرمانروای مرد از دودمان پرمیسل در بوهم بود.
در زمان فرمانروایی او بر مجارستان، این کشور دچار ازهم‌گسیختگی بود و در هر گوشه‌ای یکی از اشراف بر سر کار بود. وی برای جلب مجارها عنوان لاسلوی پنجم را به افتخار لاسلوی یکم برای پادشاهی بر این کشور برخود نهاد.